# Radiesztézia
A radiesztézia (latin-görög eredetű szó, radius és αἴσθησις aisthesis, jelentése: sugárérzékelés, sugárzást érző képesség) a bioenergetika egyik szakterülete, amely az embert és általában az élővilágot befolyásoló, a műszerek érzékenysége szempontjából határérték alattinak és/vagy szubtoxikusnak nevezhető energiasugárzások kutatásával, valamint az azokból levonható következtetések gyakorlati hasznosításával foglalkozik. Bár egyes források szerint pl. Oroszországban természettudományként is elfogadják, az általános tudományos megegyezés szerint áltudomány.
Főbb témakörei:
- geopatikus földsugárzások
- elektroszmogos ártalmak
- a betegségek okozta auraváltozások

vizsgálati módszerei.
A radiesztéziában hívők szerint, eme okkult áltudomány művelésére csak az ilyen kisugárzásokra különösen érzékeny, úgynevezett extraszensz képességekkel rendelkező emberek alkalmasak. A kisugárzások okozta idegrendszeri ingerületeik láthatóvá tételére általában úgynevezett biotenzorokat alkalmaznak.